# Базель, Эдгар
Ва́льдемар Э́дгар Ба́зель (нем. Waldemar Edgar Basel; 1 ноября 1930, Мангейм — 7 сентября 1977, там же) — немецкий боксёр легчайшей и наилегчайшей весовых категорий. В первой половине 1950-х годов выступал за сборную ФРГ: серебряный призёр летних Олимпийских игр в Хельсинки, чемпион Европы, пятикратный чемпион Германии, участник многих международных турниров и матчевых встреч. В период 1957—1961 боксировал на профессиональном уровне, но без особых достижений.

## Биография
Эдгар Базель родился 1 ноября 1930 года в Мангейме. Первого серьёзного успеха на ринге добился в 1951 году, когда в наилегчайшем весе стал чемпионом ФРГ среди любителей. Год спустя повторил это достижение и благодаря череде удачных выступлений удостоился права защищать честь страны на летних Олимпийских играх в Хельсинки — в полуфинале победил советского боксёра Анатолия Булакова, но в решающем матче проиграл американцу Натану Бруксу.
Получив серебряную олимпийскую медаль, Базель продолжил выходить на ринг в составе национальной сборной, принимая участие во всех крупнейших международных турнирах. Так, в 1953 году он побывал на чемпионате Европы в Варшаве, где, тем не менее, не смог пройти дальше стадии четвертьфиналов (уступил поляку Хенрику Кукеру). В следующем сезоне в третий раз выиграл первенство Германии, а ещё через год завоевал золотую медаль на чемпионате Европы в Западном Берлине. В 1956 году в пятый раз стал чемпионом ФРГ и прошёл квалификацию на Олимпийские игры в Мельбурн. Возлагал на эту Олимпиаду большие надежды, но успех четырёхлетней давности не повторил, уже в первом же своём матче на турнире был выбит из борьбы за медали представителем СССР Владимиром Стольниковым.
После неудачи на Олимпийских играх Базель решил попробовать себя среди профессионалов и покинул сборную. Его профессиональный дебют состоялся в июне 1957 года, своего первого соперника он победил по очкам в четырёх раундах. В течение последующих месяцев провёл множество удачных поединков, однако уже в феврале 1958 года потерпел поражение от финна Пентти Хямяляйнена. С этого момента его карьера резко пошла на спад, он встречался не с самыми сильными соперниками и большинство следующих матчей проиграл. Ушёл из профессионального бокса в конце 1961 года, при этом единственный титул, который ему удалось выиграть, это вакантный титул чемпиона Германии в легчайшей весовой категории. Всего в профессионалах провёл 41 бой, из них 22 окончил победой (в том числе 3 досрочно), 15 раз проиграл, в четырёх случаях была зафиксирована ничья.
Умер 7 сентября 1977 года в своём родном городе Мангейме.